# Джорджо Фиески
Джорджио Фиески (на италиански: Giorgio Fieschi; * към края на 14 век, Генуа; † 11 октомври 1461, Рим) от рода Фиески, е кардинал на Католическата църква.

## Произход и духовна кариера
Той е син на Еторе Фиески.
През 1433 г. Джорджио Фиески е епископ на Мариана в Корсика, а през 1436 г. е архиепископ на Генуа. През 1439 г. е номиниран за кардинал от папа Евгений IV.